# Oropezella rugosiventris
Oropezella rugosiventris är en tvåvingeart som först beskrevs av Gabriel Strobl 1910.  Oropezella rugosiventris ingår i släktet Oropezella och familjen puckeldansflugor. Inga underarter finns listade i Catalogue of Life.